# ألاباما
ألاباما أو ألَبَامة (بالإنجليزية: Alabama)‏ هي ولاية في المنطقة الجنوبية الشرقية من الولايات المتحدة. تحدها ولاية تينيسي في الشمال، جورجيا من الشرق، فلوريدا وخليج المكسيك إلى الجنوب، مسيسيبي إلى الغرب. تحتل ألاباما المرتبة الثلاثين من حيث المساحة، والرابعة والعشرين من حيث السكان في الولايات المتحدة. تملك ألاباما ممرًا ملاحيًا داخليًا بما يقرب طوله من 1,500 ميل (2,400 كم)، ما يجعله أحد أطول الممرات المائية الداخلية للملاحة في البلاد.
تلقب ألاباما بولاية يلوهامر، نسبةً إلى طائر الولاية. وتعرف ألاباما أيضًا باسم «قلب دكسي» وولاية القطن. وهي جزء من منطقة الجنوب العميق الأمريكي. كما تعتبر تاريخيًا جزءًا من منطقة الجنوب الصلب الأمريكي. شجرة الولاية هي الصنوبر طويلة الأوراق، وزهرة الولاية هي الكاميليا. عاصمة ولاية ألاباما هي مونتغمري. أكبر مدينة من حيث عدد السكان هي برمنغهام، التي كانت منذ زمن طويل من أكبر المدن الصناعية؛ أكبر مدينة من حيث المساحة هي هانتسفيل. أقدم مدينة هي موبيل، التي أسسها المستعمرون الفرنسيون في 1702 لتكون عاصمة لويزيانا الفرنسية.
عانت ألاباما من صعوبات اقتصادية من الحرب الأهلية الأمريكية وحتى الحرب العالمية الثانية، مثل العديد من الولايات في جنوب الولايات المتحدة، ويرجع ذلك جزئيا إلى استمرار اعتمادها على الزراعة. وعلى غرار ولايات الجنوب الأخرى، قام المشرعون في ولاية ألاباما بإقصاء الأميركيين السود والعديد من البيض الفقراء في مطلع القرن. ورغم نمو الصناعات الرئيسية والمراكز الحضرية، هيمنت المصالح الريفية البيضاء على السلطة التشريعية للولاية من بداية القرن العشرين حتى الستينات منه؛ أما المصالح الحضرية ومصالح الأمريكيين السود فكان تمثيلها ناقصا بشكل ملحوظ. في أعقاب الحرب العالمية الثانية، نمت ولاية ألاباما وتغير اقتصادها من اقتصاد قائم أساسا على الزراعة إلى اقتصاد متعدد المصالح. ويستند اقتصاد الولاية في القرن الحادي والعشرين على الإدارة وصناعة السيارات والتمويل والتصنيع والفضاء واستخراج المعادن والرعاية الصحية والتعليم وتجارة التجزئة والتكنولوجيا.

## التعليم

### التعليم الابتدائي والثانوي
يقع التعليم العام الابتدائي والثانوي في ألاباما ضمن اختصاص مجلس ولاية ألاباما للتعليم بالإضافة إلى الإشراف المحلي من جانب 67 مجلسًا مدرسيًا بالمقاطعة و60 مجلسًا تعليميًا بالمدينة. توفر 1,496 مدرسة فردية مُجتَمِعة التعليم لـ744,637 طالبًا في المرحلة الابتدائية والثانوية.
يجري تخصيص تمويل المدارس العامة من خلال الهيئة التشريعية بولاية ألاباما من خلال الصندوق الائتماني للتعليم. خصصت ولاية ألاباما خلال السنة المالية 2006-2007 مبلغ 3,775,163,578 دولارًا أمريكيًا للتعليم الابتدائي والثانوي. يمثل ذلك زيادة قدرها 444,736,387 دولارًا مقارنة بالسنة المالية السابقة. حقق أكثر من 82 بالمائة من المدارس، في عام 2007، تقدمًا سنويًا ملائمًا (AYP) نحو كفاءة الطلاب بموجب القانون الوطني «عدم ترك أي طفل دون تعليم»، وذلك باستخدام التدابير التي حددتها ولاية ألاباما.
على الرغم من تحسن نظام التعليم العام في ولاية ألاباما في العقود الأخيرة، فإنه بقي متأخرًا في ما يتعلق بالإنجاز مقارنة بالولايات الأخرى. وفقا للبيانات الإحصائية الأمريكية (2000)، فإن معدل التخرج من المدارس الثانوية في ألاباما (75٪) هو رابع أدنى معدل في الولايات المتحدة (بعد ولاية كنتاكي ولويزيانا وميسيسيبي). كانت أكبر المكاسب التعليمية هى بين الأشخاص الذين حصلوا على بعض التعليم الجامعي ولكن دون الحصول على درجات علمية. بحسب التقييم الوطني للتقدم التعليمي (NEAP)، فإن ولاية ألاباما تحتل المرتبة الـ39 في القراءة والـ40 في الرياضيات بين طلاب الصف الرابع في التصنيف العالمي اعتبارًا من عام 2022.
تُعتبر العقوبة البدنية في المدارس محظورة بشكل عام في الغرب على نطاق واسع، وهي ليست بالأمر الغريب في ولاية ألاباما، حيث تعرض 27260 طالبًا في المدارس العامة للتجديف مرة واحدة على الأقل (التجديف: عملية ضرب شخص ما بأداة ضرب تُسمى المجداف)، وذلك وفقًا للبيانات الحكومية للعام الدراسي 2011-2012. إن معدل العقاب البدني في مدارس ولاية ألاباما لا يفوقه إلا مثيله في ولايتي ميسيسيبي وأركنساس.

### الكليات والجامعات
يدخل في برنامج التعليم العالي لولاية ألاباما 14 جامعة عامة تقدم أربعة سنوات دراسية للاختصاص وتوجد عدد من كليات المجتمع والتي تقدم سنتان دراسيتان لطلابها، في حين يبلغ عدد الجامعات الخاصة 17 جامعة سواء تلك المختصة بالطلاب غير المتخرجين أو جامعات الدراسات العليا. وتوجد في الولاية أربع كليات طبية وذلك اعتباراً من خريف عام 2015 وهي (مدرسة طب جامعة ألاباما وجامعة جنوب ألاباما وكلية ألاباما لطب الاعتلال العظمي وكلية إدوارد فيا لطب الاعتلال العظمي)، وتوجد كليتان للطب البيطري وكلية واحدة لطب الأسنان وأخرى لطب العيون وكليلتان للصيدلة وخمسة كليات للحقوق.
تعد جامعة ألاباما الواقعة في توسكالوسا أكبر حرم جامعي في الولاية، حيث سجل 37,665 طالب بالجامعة في خريف عام 2016. وكانت جامعة تروي أكبر معهد في الولاية عام 2010، حيث سجل بها 29,689 طالب توزعوا على أربعة مواقع ضمن الولاية. وأقدم معهدان في الولاية هما جامعة شمال ألاباما العامة بمدينة فلورنس وكلية سبرينغ هيل الكاثوليكية بمدينة موبيل وتأسس كليهما عام 1830.

## وصلات خارجية
- الموقع الرسمي
- ألاباما على مشروع الدليل المفتوح
- دليل ولاية ألاباما على موقع مكتبة الكونغرس (بالإنجليزية)